# Attilio Momigliano
Attilio Momigliano (* 7. März 1883 in Ceva; † 2. April 1952 in Florenz) war ein italienischer Romanist, Italianist und Literaturhistoriker.

## Leben und Werk
Momigliano studierte in Turin bei Artur Graf (Abschluss 1905), dann noch ein Jahr in Florenz. Von 1906 bis 1920 war er Gymnasiallehrer in Saluzzo, Savona, Treviglio, Asti, Bologna, Nuoro, Catania und Turin. Von 1920 bis 1924 war er Dozent an der Universität Catania, von 1925 bis 1934 lehrte er in Pisa, dann an der Universität Florenz.
Als "Jude" fiel er 1938 unter die italienischen Rassengesetze von 1938 und wurde von seinem Lehrstuhl entfernt. Eine Einladung nach England lehnte er ab und publizierte stattdessen als Privatgelehrter unter dem Pseudonym Giorgio Flores. Vor den Nationalsozialisten floh er nach Bologna, dann nach Città di Castello, schließlich nach Borgo San Sepolcro, wo er sich unter falschem Namen in einer Klinik versteckte und seine kranke Frau pflegte. Im April 1945 kehrte Momigliano auf seinen Lehrstuhl zurück.

## Schriften

### Als Verfasser
- L’indole e il riso di Luigi Pulci, Rocca San Casciano 1907
- L’opera di Carlo Porta. Studio compiuto sui versi editi ed inediti, Città di Castello 1909
- Alessandro Manzoni, 2 Bde., Messina 1915–1919
- Primi studi goldoniani, Florenz 1922
- Saggio su l’„Orlando furioso“, Bari 1928
- Storia della letteratura italiana dalle origini ai nostri giorni, Mailand 1937 (portugiesisch: São Paulo 1948)
- Cinque saggi, Florenz 1945
- Introduzione ai poeti, Rom 1946
- Studi di poesia, Bari 1938, 3. Aufl., Messina 1960, 1976
- Ultimi studi, hrsg. von Walter Binni, Florenz 1954
- Dante. Manzoni. Verga, Messina 1955, 1976

### Als Herausgeber
- Carlo Porta, Antologia, Genua 1913
- Antologia della letteratura italiana, 3 Bde., Messina 1931–1934
- Torquato Tasso, La gerusalemme liberata, Florenz 1946
- Dante Alighieri, La Divina Commedia, Florenz 1948
- Alessandro Manzoni, I Promessi sposi, Florenz 1951